# 그레첸 이골프
그레첸 이골프(Gretchen Egolf, 1973년 9월 9일 ~ )는 미국의 배우, 연극 배우, 텔레비전 배우, 영화배우이다. 랭커스터에서 태어났다.

## 방송
- 저니맨 (2007년)

## 영화
- 캡처 더 플래그 (2010년)
- 이스트 브로드웨이 (2006년)
- 고스트 앤 크라임 (2005년)
- Law & Order : 성범죄전담반 1 (1999년)
- 로스웰 시즌1 (1999년)
- 리플리 (1999년) - 프랜 역
- 동양특급 로형사 (1998년)
- 퀴즈 쇼 (1994년)